# انتفاضه اول
انتفاضه اول فلسطین یا انقلاب سنگ، شکلی از اشکال اعتراض مردم فلسطین علیه اوضاع نابسامان مردم فلسطین در اردوگاه‌ها، افزایش بیکاری، تبعیض نژادی و سرکوب مردم فلسطین به دست دولت اسرائیل بود که انتفاضه سنگ نیز نامیده‌شد چون سنگ، ابزار اصلی استفاده شده در آن بود. همچنین کودکانی که سنگ پرتاب می‌کردند با نام کودکان سنگ شناخته می‌شوند.
هدایت انتفاضه در ابتدا به وسیلهٔ رهبری ملی موحد صورت می‌گرفت که در ادامه سازمان آزادی‌سازی فلسطین به آن ملحق شد، انتفاضه در ۱۸ آذر ۱۳۶۶ (پائیز ۱۹۸۷) در جبالیا در نوار غزه آغاز شد و سپس به دیگر شهرها، روستاها و اردوگاه‌های فلسطینی انتقال یافت. عامل ایجاد جرقهٔ اول انتفاضه حادثه‌ای بود که در آن چند کارگر فلسطینی توسط یک رانندهٔ کامیون اسرائیلی در نزدیکی دیوار «اریز» زیر گرفته شدند؛ دیوار اریز نوار غزه را از خاک اسرائیل از تاریخ ۱۹۹۸ میلادی جدا کرده است.
انتفاضه در سال ۱۹۹۱میلادی آرام شد و با امضای پیمان اسلو بین اسرائیل و سازمان آزادی‌بخش فلسطین به پایان رسید.
بر حسب آمارها حدود ۳۰۰۰ فلسطینی در خلال حوادث انتفاضه به دست ارتش اسرائیل کشته شده و در مقابل ۱۶۰ اسرائیلی به دست فلسطینی‌ها کشته شده‌اند، به علاوه گفته می‌شود که در طی این درگیری‌ها حدود ۱۰۰۰ فلسطینی نیز به دست دیگر فلسطینی‌هایی که با دولت اسرائیل در این کشتار همکاری کرده‌اند کشته شده‌اند، اگر چه کم‌تر از نصف این تعداد ثابت شده است.